# Захаров, Никита Захарович
Никита Захарович Захаров (1750—1846) — русский православный священник, протоиерей Троицкого собора в городе Санкт-Петербурге.

## Биография
Никита Захаров родился 27 мая 1750 года. Из воспитанников старой Александро-Невской славянской школы-семинарии, где по окончании курса некоторое время занимал комиссарскую и учительскую должности. 
В 1783 году Н. З. Захаров был определён священником и законоучителем в Сухопутный кадетский корпус, откуда через три года перешел в Троицкий собор. 
В отставке Никита Захарович Захаров жил при Николо-Трунилловской церкви и, уже ослепший, не переставал отправлять богослужение. Долголетняя служба, маститая старость, строгая уединенная жизнь слепца-подвижника привлекали к нему уважение жителей столицы Российской империи. 
Никита Захарович Захаров умер 13 сентября 1846 года и был погребен он на Смоленском кладбище.